# 朝日野站
朝日野站（日语：／ Asahino eki */?）是一個位於滋賀縣東近江市鑄物師町，屬於近江鐵道本線的鐵路車站。
月台跨至蒲生郡日野町大字石原。

## 車站構造
本站為1面1線的無人站，曾經為2面2線，現在仍可以看到廢棄的月臺。

## 相鄰車站
近江鐵道
■本線（水口·蒲生野線）
朝日大塚－朝日野－日野

## 脚注
1. ↑  「運輸開始」『官報』1901年1月11日（国立国会図書館デジタルコレクション）

## 外部鏈接
- 朝日野站（近江鉄道） （页面存档备份，存于）